# Köpenhamn–Oslo
Köpenhamn–Oslo är en färjelinje mellan Köpenhamn och Oslo. Rutten har funnits sedan 1866. DFDS Seaways trafikerade sträckan fram till 2024. Sedan dess har Gotlandsbolaget (genom Go Nordic Cruiseline) tagit över. Det är färjorna M/S Pearl Seaways (sedan 1989) och M/S Crown Seaways (sedan 1994) som går sträckan som 2023 hade omkring 700 000 passagerare. Mellan juni 2020 och april 2025 gjorde linjen stopp i Frederikshavn året runt. Efter 2025 planeras dessa stopp bara ske under vintern.